# لي كيلي
لي كيلي (بالإنجليزية: Lee Kelly)‏ هو نحات أمريكي، ولد في 1932 في ماكال في الولايات المتحدة.

## وصلات خارجية
- الموقع الرسمي